# Белогърла каракара
Белогърлата каракара (Phalcoboenus albogularis) е вид хищна птица от семейство Соколови.

## Разпространение
Разпространена е в чилийските и аржентинските Анди, с неравномерна плътност. Среща се в характерни за Андите планински тревисто-храстови и горски местообитания.